# Ronde van Italië voor vrouwen 2023
De 34e editie van de Ronde van Italië voor vrouwen (Italiaans: Giro d’Italia Donne 2023) werd verreden van vrijdag 30 juni tot en met zondag 9 juli 2023. Het was de derde en laatste editie die door PMG Sport/Starlight werd georganiseerd en wordt de organisatie overgenomen door RCS Sport. De titelverdedigster van deze op de UCI Women's World Tour 2023-kalender prijkende koers was de Nederlandse Annemiek van Vleuten, die vorig jaar samen met de Italiaanse Marta Cavalli en de Spaanse Mavi García op het podium stond. Zij zegevierde ook deze editie, haar vierde zege in totaal, en werd dit jaar op het podium geflankeerd door de de Française Juliette Labous en de Italiaanse Gaia Realini.
Een week voor de start was er nog onduidelijkheid over het doorgaan van deze editie. Er waren grote problemen om het budget rond te krijgen, en omdat de Ronde van Italië een World Tour-wedstrijd is, zijn ze verplicht elke etappe uit te zenden op televisie. Ook bleek het prijzengeld van de voorgaande editie nog niet volledig uitbetaald, en ook werknemers van de organisatie hadden nog geld tegoed. Ook was het etappe-schema zeer laat bekend, wat voor sommigen van de deelnemers problemen gaf met de voorbereiding, maar ook voor de organisatie voor het boeken van hotels.
De openingsetappe op 30 juni werd halverwege afgelast vanwege noodweer. Op het moment van afgelasting was de helft van de rijdsters gestart, en waren enkele daarvan onderweg door het slechte weer gevallen. Hierdoor is de officiele start verschoven naar zaterdag 1 juli.

## Ploegen
Er namen 24 ploegen deel met elk zeven rensters, behalve Isolmant-Premac-Vittoria dat met zes rensters uitkwam, wat het totaal aantal tot 167 deelneemsters bracht. Vijftien ploegen waren UCI-World Tourteams en negen UCI Continental Teams.
| UCI-World Tourteams | UCI-World Tourteams                                                                                            | UCI-teams |
| --- | --- | --- |
| Canyon//SRAM Racing EF Education-TIBCO-SVB FDJ-Suez Fenix-Deceuninck Human Powered Health Israel Premier Tech Roland Lidl-Trek Liv Racing TeqFind | Movistar Team Team DSM-Firmenich Jayco AlUla Team Jumbo-Visma Team SD Worx UAE Team ADQ Uno-X Pro Cycling Team | AG Insurance-Soudal Quick-Step Aromitalia-Basso Bikes-Vaiano BePink Bizkaia-Durango Born To Win G20 Ambedo GB Junior Team Piemonte Pedale Castanese A.S.D. Isolmant-Premac-Vittoria Team Mendelspeck Top Girls Fassa Bortolo |

## Etappe-overzicht
| Datum   | Etappe  | Start – Finish                      | Afstand  | Type                | Ritwinnares             | Ploeg                   | Klassementsleidster     |
| ------- | ------- | ----------------------------------- | -------- | ------------------- | ----------------------- | ----------------------- | ----------------------- |
| 30 juni | 1       | Chianciano Terme – Chianciano Terme | 4,4 km   | Individuele tijdrit | Tijdrit geneutraliseerd | Tijdrit geneutraliseerd | Tijdrit geneutraliseerd |
| 1 juli  | 2       | Bagno a Ripoli – Marradi            | 102,1 km | Heuvelrit           | Annemiek van Vleuten    | Movistar Team           | Annemiek van Vleuten    |
| 2 juli  | 3       | Formigine – Modena                  | 118,2 km | Vlakke rit          | Lorena Wiebes           | Team SD Worx            | Annemiek van Vleuten    |
| 3 juli  | 4       | Fidenza – Borgo Val di Taro         | 134,0 km | Heuvelrit           | Elisa Longo Borghini    | Lidl-Trek               | Annemiek van Vleuten    |
| 4 juli  | 5       | Salassa – Ceres                     | 143,3 km | Bergrit             | Antonia Niedermaier     | Canyon//SRAM Racing     | Annemiek van Vleuten    |
| 5 juli  | 6       | Canelli – Canelli                   | 104,4 km | Heuvelrit           | Annemiek van Vleuten    | Movistar Team           | Annemiek van Vleuten    |
| 6 juli  | 7       | Albenga – Alassio                   | 109,1 km | Heuvelrit           | Annemiek van Vleuten    | Movistar Team           | Annemiek van Vleuten    |
| 7 juli  | Rustdag | Rustdag                             | Rustdag  | Rustdag             | Rustdag                 | Rustdag                 | Rustdag                 |
| 8 juli  | 8       | Nuoro – Sassari                     | 125,7 km | Heuvelrit           | Kata Blanka Vas         | Team SD Worx            | Annemiek van Vleuten    |
| 9 juli  | 9       | Sassari – Olbia                     | 126,8 km | Heuvelrit           | Chiara Consonni         | UAE Team ADQ            | Annemiek van Vleuten    |

## Klassementenverloop
De roze trui wordt uitgereikt aan de rijdster met de laagste totaaltijd.
 De (ciclamino) paarse trui wordt uitgereikt aan de rijdster met de meeste punten van de etappefinishes en tussensprints.
 De "Queen of the Mountains" (Bergkoningin) trui wordt uitgereikt aan de rijdster met de meeste behaalde punten uit bergtop passages.
 De witte trui wordt uitgereikt aan de beste jongere in het algemeen klassement.
 De (azzurre) blauwe trui wordt uitgereikt aan de beste Italiaanse rijdster in het algemeen klassement.
| Etappe           | Algemeen klassement     | Puntenklassement        | Bergklassement          | Jongerenklassement      | Ploegenklassement       | Beste Italiaanse        |
| ---------------- | ----------------------- | ----------------------- | ----------------------- | ----------------------- | ----------------------- | ----------------------- |
| 1                | Tijdrit geneutraliseerd | Tijdrit geneutraliseerd | Tijdrit geneutraliseerd | Tijdrit geneutraliseerd | Tijdrit geneutraliseerd | Tijdrit geneutraliseerd |
| 2                | Annemiek van Vleuten    | Annemiek van Vleuten    | Annemiek van Vleuten    | Gaia Realini            | FDJ-Suez                | Elisa Longo Borghini    |
| 3                | Annemiek van Vleuten    | Annemiek van Vleuten    | Marta Cavalli           | Gaia Realini            | FDJ-Suez                | Elisa Longo Borghini    |
| 4                | Annemiek van Vleuten    | Annemiek van Vleuten    | Marta Cavalli           | Gaia Realini            | FDJ-Suez                | Elisa Longo Borghini    |
| 5                | Annemiek van Vleuten    | Annemiek van Vleuten    | Annemiek van Vleuten    | Antonia Niedermaier     | Lidl-Trek               | Gaia Realini            |
| 6                | Annemiek van Vleuten    | Annemiek van Vleuten    | Annemiek van Vleuten    | Gaia Realini            | Lidl-Trek               | Gaia Realini            |
| 7                | Annemiek van Vleuten    | Annemiek van Vleuten    | Annemiek van Vleuten    | Gaia Realini            | Movistar Team           | Gaia Realini            |
| 8                | Annemiek van Vleuten    | Annemiek van Vleuten    | Annemiek van Vleuten    | Gaia Realini            | Movistar Team           | Gaia Realini            |
| 9                | Annemiek van Vleuten    | Annemiek van Vleuten    | Annemiek van Vleuten    | Gaia Realini            | Movistar Team           | Gaia Realini            |
| Eindklassementen | Annemiek van Vleuten    | Annemiek van Vleuten    | Annemiek van Vleuten    | Gaia Realini            | Movistar Team           | Gaia Realini            |

 winnaars · 
roze trui · 
  puntenklassement · 
  bergklassement · 
 jongerenklassement · 
 intergiro · 
 ploegenklassement · 
 strijdlust · 
 zwarte trui
Giro d'Italia Next Gen · Giro Donne · Cima Coppi
 Belgische rozetruidragers · etappewinnaars
 Nederlandse rozetruidragers · etappewinnaars
Mannen:
1909 · 
1910 · 
1911 · 
1912 · 
1913 · 
1914 · 
1919 · 
1920 · 
1921 · 
1922 · 
1923 · 
1924 · 
1925 · 
1926 · 
1927 · 
1928 · 
1929 · 
1930 · 
1931 · 
1932 · 
1933 · 
1934 · 
1935 · 
1936 · 
1937 · 
1938 · 
1939 · 
1940 · 
1946 · 
1947 · 
1948 · 
1949 · 
1950 · 
1951 · 
1952 · 
1953 · 
1954 · 
1955 · 
1956 · 
1957 · 
1958 · 
1959 · 
1960 · 
1961 · 
1962 · 
1963 · 
1964 · 
1965 · 
1966 · 
1967 · 
1968 · 
1969 · 
1970 · 
1971 · 
1972 · 
1973 · 
1974 · 
1975 · 
1976 · 
1977 · 
1978 · 
1979 · 
1980 · 
1981 · 
1982 · 
1983 · 
1984 · 
1985 · 
1986 · 
1987 · 
1988 · 
1989 · 
1990 · 
1991 · 
1992 · 
1993 · 
1994 · 
1995 · 
1996 · 
1997 · 
1998 · 
1999 · 
2000 · 
2001 · 
2002 · 
2003 · 
2004 · 
2005 · 
2006 · 
2007 · 
2008 · 
2009 · 
2010 · 
2011 · 
2012 · 
2013 · 
2014 · 
2015 · 
2016 · 
2017 · 
2018 · 
2019 · 
2020 · 
2021 · 
2022 · 
2023 · 
2024 · 
2025
Vrouwen:
1988 · 
1989 · 
1990 · 
1991 ·
1992 ·
1993 · 
1994 · 
1995 · 
1996 · 
1997 · 
1998 · 
1999 · 
2000 · 
2001 · 
2002 · 
2003 · 
2004 · 
2005 · 
2006 · 
2007 · 
2008 · 
2009 · 
2010 · 
2011 · 
2012 ·
2013 · 
2014 ·
2015 ·
2016 ·
2017 ·
2018 ·
2019 ·
2020 ·
2021 ·
2022 ·
2023 ·
2024 ·
2025
Tour Down Under ·
Cadel Evans Great Ocean Road Race ·
Ronde van de Verenigde Arabische Emiraten ·
Omloop Het Nieuwsblad ·
Strade Bianche ·
Ronde van Drenthe ·
Trofeo Alfredo Binda-Comune di Cittiglio ·
Brugge-De Panne ·
Gent-Wevelgem ·
Ronde van Vlaanderen ·
Parijs-Roubaix ·
Amstel Gold Race ·
Waalse Pijl ·
Luik-Bastenaken-Luik ·
La Vuelta España Femenina ·
Itzulia Women ·
Ronde van Burgos ·
RideLondon Classic ·
Ronde van Zwitserland ·
Giro Donne ·
Tour de France Femmes ·
Ronde van Scandinavië ·
GP de Plouay-Bretagne ·
Simac Ladies Tour ·
Ronde van Romandië ·
Ronde van Chongming ·
Ronde van Guangxi
Afgelaste wedstrijden: The Women's Tour ·
Postnord Vårgårda WestSweden